# جون بي ديفيس
جون بي ديفيس (بالإنجليزية: John P. Davis)‏ هو صحفي وكاتب ومحامي أمريكي، ولد في 19 يناير 1905 في واشنطن العاصمة في الولايات المتحدة، وتوفي في 11 سبتمبر 1973.